# Propper Aranka
Propper Aranka (Budapest, 1878. április 28. – 1944. december 5. vagy utána) magyar festőművész. 

## Élete
Propper Sámuel (1840–1920) kereskedő és Weiszkopf Ida (1853–1942) lánya. Tanulmányait a budapesti Állami Női Festőiskolában végezte. Mestere Deák-Ébner Lajos volt. Később Párizsban az Académie de la Grande Chaumiére-ben és Londonban folytatta tanulmányait. Figurális képeivel 1901-től a Nemzeti Szalonban és a Műcsarnok tárlatain szerepelt. A Magyar Képzőművésznők Egyesületének egyik alapítója és alelnöke volt.
Házastársa Lichtenberg Emil operaházi karmester, zeneíró volt, akivel 1907. augusztus 4-én Budapesten kötött házasságot. 1944. december 5-én férjével együtt nyilasok elhurcolták.